# Distretto di Wama
Il distretto di Wama è un distretto dell'Afghanistan appartenente alla provincia del Nurestan.